# Gemeindebücherei Karlsbad
Die Gemeindebücherei Karlsbad ist die öffentliche Bibliothek der Gemeinde Karlsbad, Landkreis Karlsruhe. Sie befindet sich im Zentrum des größten Ortsteils Langensteinbach und bietet Medien für Bildung, Kultur und Freizeit an.

## Medien
Die Gemeindebücherei bietet insgesamt über 15.500 Medien an, davon (Zahlen gerundet):
- 4200 Sachbücher
- 3300 Romane
- 6100 Bücher für Kinder und Jugendliche
- 1500 Non-Books
- 30 Zeitschriften

Zusätzlich zum „klassischen Bibliotheksbestand“ bietet die Gemeindebücherei ihren Benutzern seit 2013 über einen vom Rechenzentrum KIVBF organisierten Verbund einen Online-Zugang zu Datenbanken der Munzinger-Archiv GmbH. Wer einen Bibliotheksausw"eis hat, kann mit diesem Angebot in und außerhalb der Bibliothek auf Biographien und Länderinformationen zugreifen.
Seit dem Beitritt zum Onleihe-Verbund „eBooks & more“ am 15. Juli 2015 stehen den Benutzern zusätzlich auch E-Books und andere E-Medien zur Verfügung.

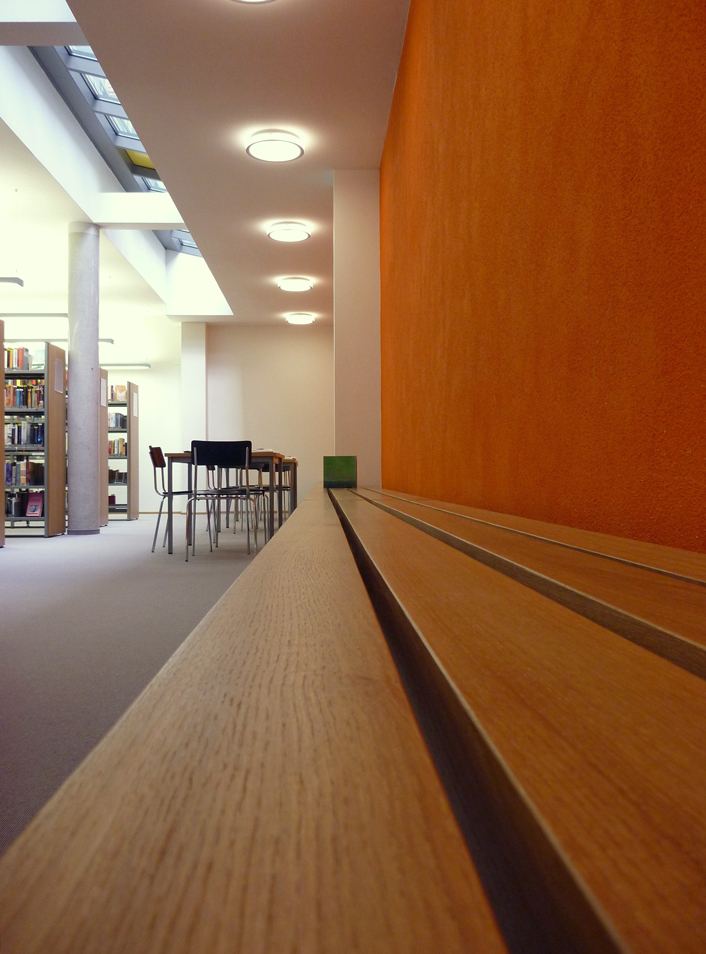
Innenansicht der Gemeindebücherei Karlsbad (Holzbank entlang der Längsseite)

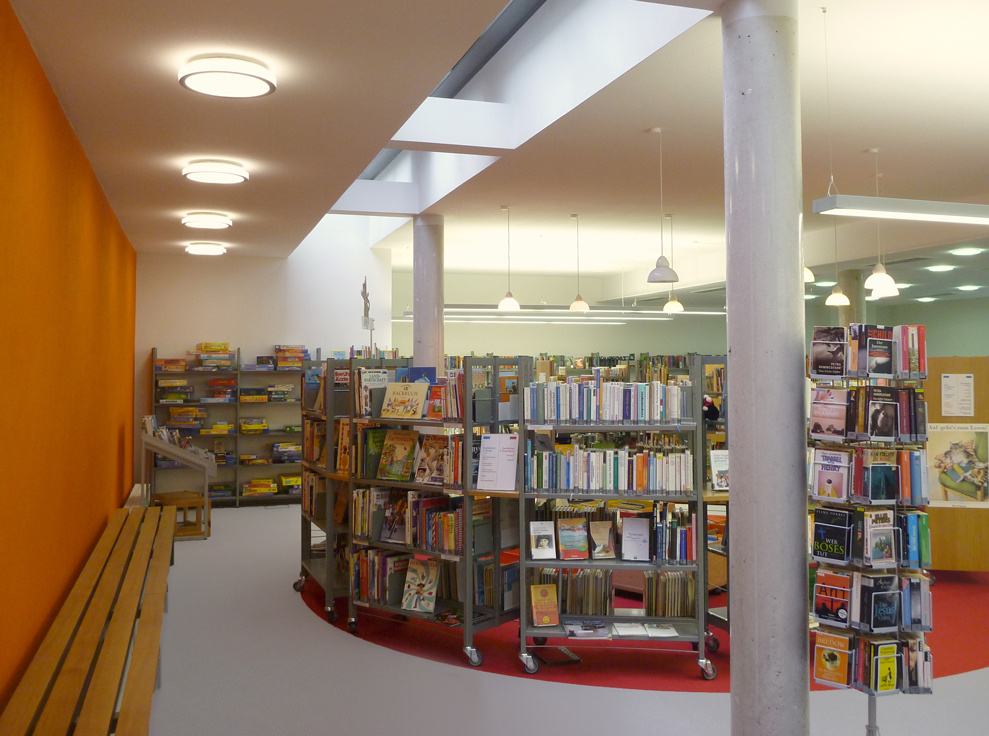
Innenansicht der Gemeindebücherei Karlsbad

## Unterbringung
Zuvor in einer Schule untergebracht, wurde die Gemeindebücherei am 3. März 2009 von Bürgermeister Rudi Knodel in ihren heutigen Räumlichkeiten wiedereröffnet. Im Erdgeschoss eines Geschäfts- und Wohnhauses gegenüber dem Rathaus stehen der Bibliothek seitdem 230 m² Nutzfläche zur Verfügung. Für Lesungen oder andere Veranstaltungen kann die Gemeindebücherei einen Veranstaltungsraum im Obergeschoss mitnutzen.

## Personal
Die Gemeindebücherei hat vier Mitarbeiter mit insgesamt 1,7 VZÄ. Eine Vollzeitstelle ist mit einer bibliothekarischen Fachkraft besetzt.